# Oslnovice
Oslnovice (en allemand : Höslowitz) est une commune du district de Znojmo, dans la région de Moravie-du-Sud, en République tchèque. Sa population s'élevait à 81 habitants en 2020.

## Géographie
Oslnovice se trouve à 13 km au sud-est de Jemnice, à 29 km à l'ouest-nord-ouest de Znojmo, à 74 km à l'ouest-sud-ouest de Brno et à 157 km au sud-est de Prague.
La commune est limitée par Vysočany au nord, par Bítov à l'est, par Starý Petřín au sud, et par Podhradí nad Dyjí et Korolupy à l'ouest.

## Histoire
La première mention écrite de la localité date de 1228.